# Velvet Darkness They Fear
Velvet Darkness They Fear je druhé album norské gothic metalové kapely Theatre of Tragedy. Vyšlo u hudebního vydavatelství Massacre Records v roce 1996 a následně také pro americký trh u vydavatelství Century Media Records v roce 1997.
Album obsahuje pro tento žánr specifické kombinace vokálů v podobě střídání a překrývání hlasového projevu dvou zpěváků – mužský growling v kombinaci s čistým ženským zpěvem. Tato technika se později vyskytuje u řady dalších metalových skupin a je obecně známá pod názvem "kráska a zvíře" (Beauty and the Beast).
Texty skladeb na albu jsou napsány převážně v archaické tudorovské angličtině z období Shakespeara, až na výjimku v podobě skladby Der Tanz der Schatten, která je napsána v němčině. Skladby obvykle nemají jasně daný příběh, ale často se v nich vyskytují témata jako nadpřirozené bytosti, démoni, smrt a nemrtví. Autorem všech textů je Raymond Rohonyi, s výjimkou skladby Der Tanz der Schatten, na níž spolupracovali Rohonyi, Gerhard Magin a Tilo Wolff.
Skladba And When He Falleth obsahuje fragment dialogu Jane Asher a Vincenta Price z filmu The Masque of the Red Death.

## Seznam skladeb
1. „Velvet Darkness They Fear“ – 1:05
2. „Fair and 'Guiling Copesmate Death“ – 7:05
3. „Bring Forth Ye Shadow“ – 6:49
4. „Seraphic Deviltry“ – 5:17
5. „And When He Falleth“ – 7:08
6. „Der Tanz Der Schatten“ – 5:29
7. „Black as the Devil Painteth“ – 5:26
8. „On Whom the Moon Doth Shine“ – 6:15
9. „The Masquerader and Phoenix“ – 7:35

## Obsazení

### Theatre of Tragedy
- Raymond Rohonyi – zpěv
- Liv Kristine Espenæs – zpěv
- Tommy Lindal – kytary
- Geir Flikkeid – kytary a e-bow
- Lorentz Aspen – klavír, syntezátor
- Eirik T. Saltrø – baskytara
- Hein Frode Hansen – bicí